# 杨知勇
杨知勇（1925年10月31日—）是一位中国作家，参与了彝族叙事长诗《阿诗玛》的整理。

## 生平
原籍云南省鹤庆县，1925年出生于缅甸曼德勒，1944年考入云南大学政治系。1945年5月参加中国民主青年同盟。1946年2月加入中国共产党。同年任中共云南大学地下党支部书记。中华人民共和国成立后，担任龙武县副县长、蒙自专署文教局长、云南人民文艺工作团副团长兼支部书记。1958年被划为右派。1962年出任东川市食品厂副厂长。文化大革命期间受到迫害。1978年到云南民族学院工作，历任中文系副主任、图书馆馆长。